# Кубок Ліхтенштейну з футболу 1997—1998
Кубок Ліхтенштейну з футболу 1997—1998 — 53-й розіграш кубкового футбольного турніру в Ліхтенштейні. Титул здобув Вадуц.

## Перший раунд
| Команда 1        | Рахунок           | Команда 2      |
| ---------------- | ----------------- | -------------- |
| Руггелль         | 0–1               | Ешен-Маурен    |
| Трізен II        | 0–4               | Бальцерс II    |
| Шан II           | 0–16              | Трізен         |
| Трізен Еспаньйол | 0–4               | Трізенберг     |
| Трізенберг II    | 0–6               | Бальцерс       |
| Руггелль II      | 5–0               | Ешен-Маурен II |
| Вадуц-2          | 2–2 дч пен. 10–11 | Шан            |
| Шан Аццуррі      | 0–8               | Вадуц          |

## 1/4 фіналу
| Команда 1   | Рахунок | Команда 2   |
| ----------- | ------- | ----------- |
| Трізен      | 1–0     | Бальцерс    |
| Шан         | 0–4     | Трізенберг  |
| Бальцерс II | 0–9     | Вадуц       |
| Руггелль II | 1–2     | Ешен-Маурен |

## 1/2 фіналу
| Команда 1   | Рахунок | Команда 2  |
| ----------- | ------- | ---------- |
| Вадуц       | 5–0     | Трізенберг |
| Ешен-Маурен | 3–0     | Трізен     |

## Фінал
| 21 травня 1998 |

| Вадуц                                       | 5–1 | Ешен-Маурен |
| ------------------------------------------- | --- | ----------- |
| Д. Польверіно 10', 23', 39', 55' Гаслер 75' |     | Кранц 58'   |

| Фрайцайтпарк Відау, Руґґель Глядачів: 1,350 |